# Christian Heinrich Grosch
Vista da sepultura.

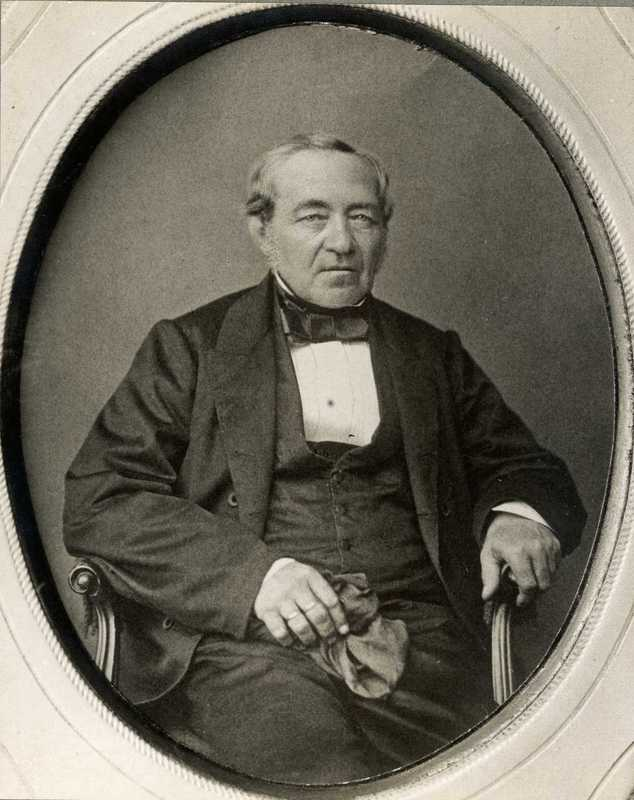
Christian Heinrich Grosch (1801-1865)

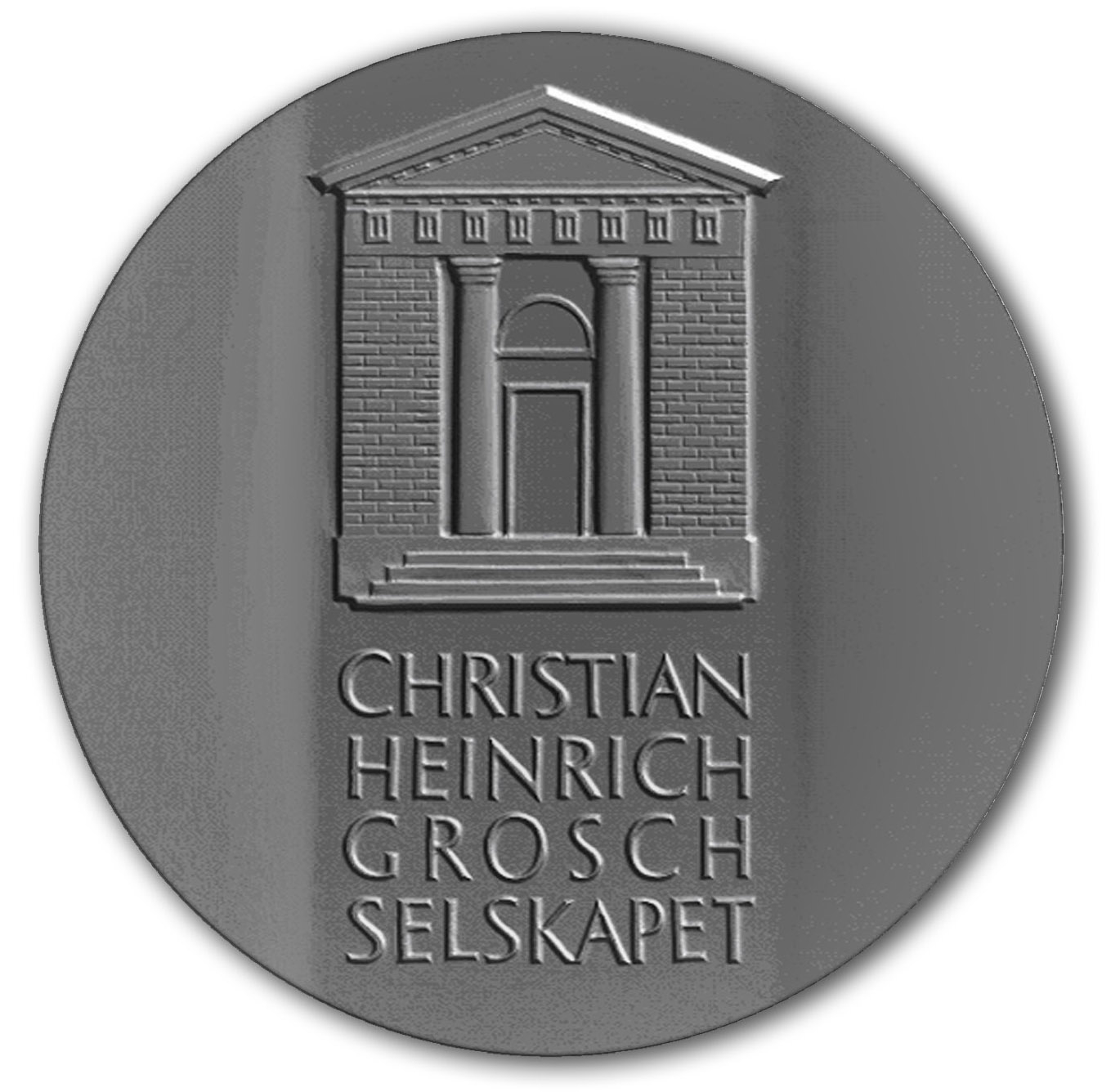
Medalha de Grosch

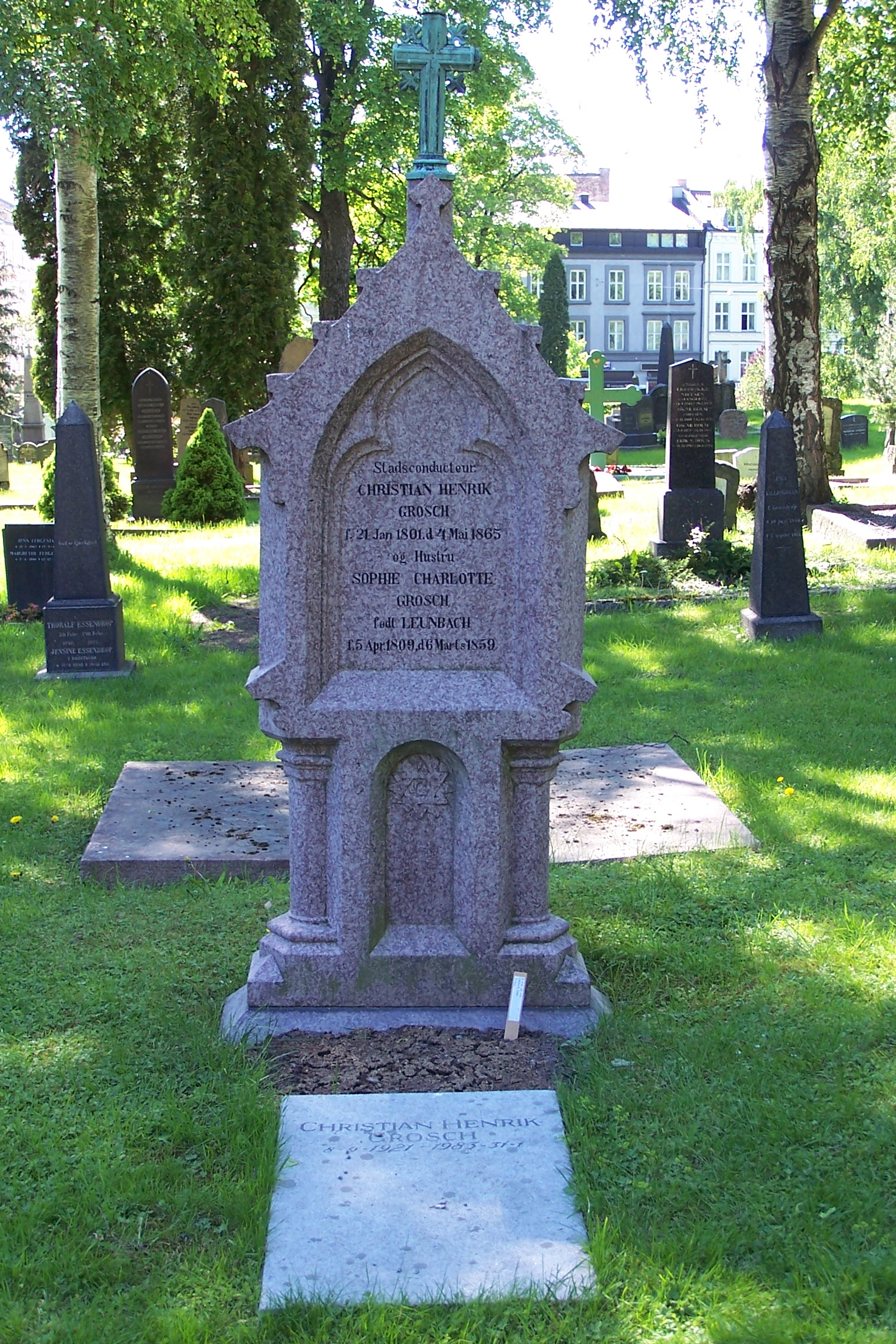
Lápide de Christian Henrik Grosch na Vår Frelsers gravlund, Oslo

Christian Heinrich Grosch (21 de janeiro de 1801 - 4 de maio de 1865) foi um arquiteto norueguês.Ele era uma figura dominante na arquitetura norueguesa na primeira metade do século XIX.

## Biografia
Christian Heinrich Grosch nasceu em Copenhague , na Dinamarca.  Sua família mudou-se para Frederikshald (hoje Halden) em Østfold , na Noruega, em 1811.  Ele foi educado pela primeira vez por seu pai, Heinrich August Grosch (1763-1843), que era um pintor, designer gráfico e professor.  Quando a Royal Drawing School foi estabelecida em Christiania (agora Oslo) em 1818, seu pai conseguiu emprego como instrutor e realocou a família.  Christian Heinrich frequentou a Royal Drawing School de 1819 a 1820.  Ele também estudou engenharia com instrutores, incluindo Benoni Aubert e Theodor Broch .  Em 1824, ele completou seu treinamento na Academia Real Dinamarquesa de Belas Artes em Copenhague.
Christian Grosch tornou-se o primeiro "maestro da cidade" de Oslo, o que significa que ele atuou como arquiteto-chefe, engenheiro de planejamento e inspetor de edificações da cidade.  Ele também aceitou designações arquitetônicas particulares e foi responsável por muitos dos marcos da cidade, incluindo a parte mais antiga da Bolsa de Valores de Oslo , o primeiro campus da Universidade de Oslo , o prédio original do Norges Bank e o prédio da fábrica de Prinds Christian Augusts Minde .
Durante o curso de sua carreira, Grosch foi responsável pelo projeto arquitetônico de mais de 80 igrejas espalhadas por toda a Noruega.  De 1833 até sua morte em 1865, ele foi nomeado consultor estadual ( Statlig bygningsinspektør ) para os edifícios reais em torno de Christiania .  Ele foi sucedido por Georg Andreas Bull .  A posição é considerada como o antecessor da agência governamental Statsbygg .
A medalha de Grosch ( Grosch-medaljen ) foi criada por Groschselskapet como um prêmio de arquitetura na Noruega em 2001, no 200º aniversário de seu nascimento.

## Galeria

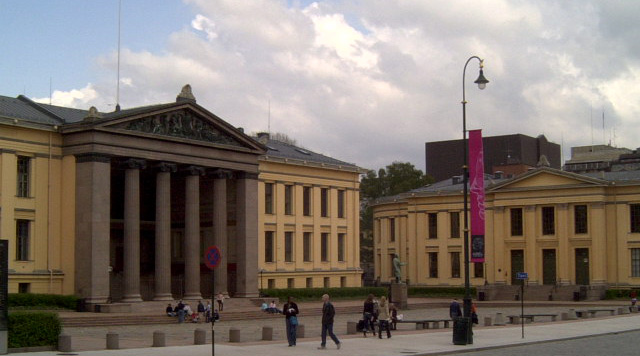
Universidade de Oslo
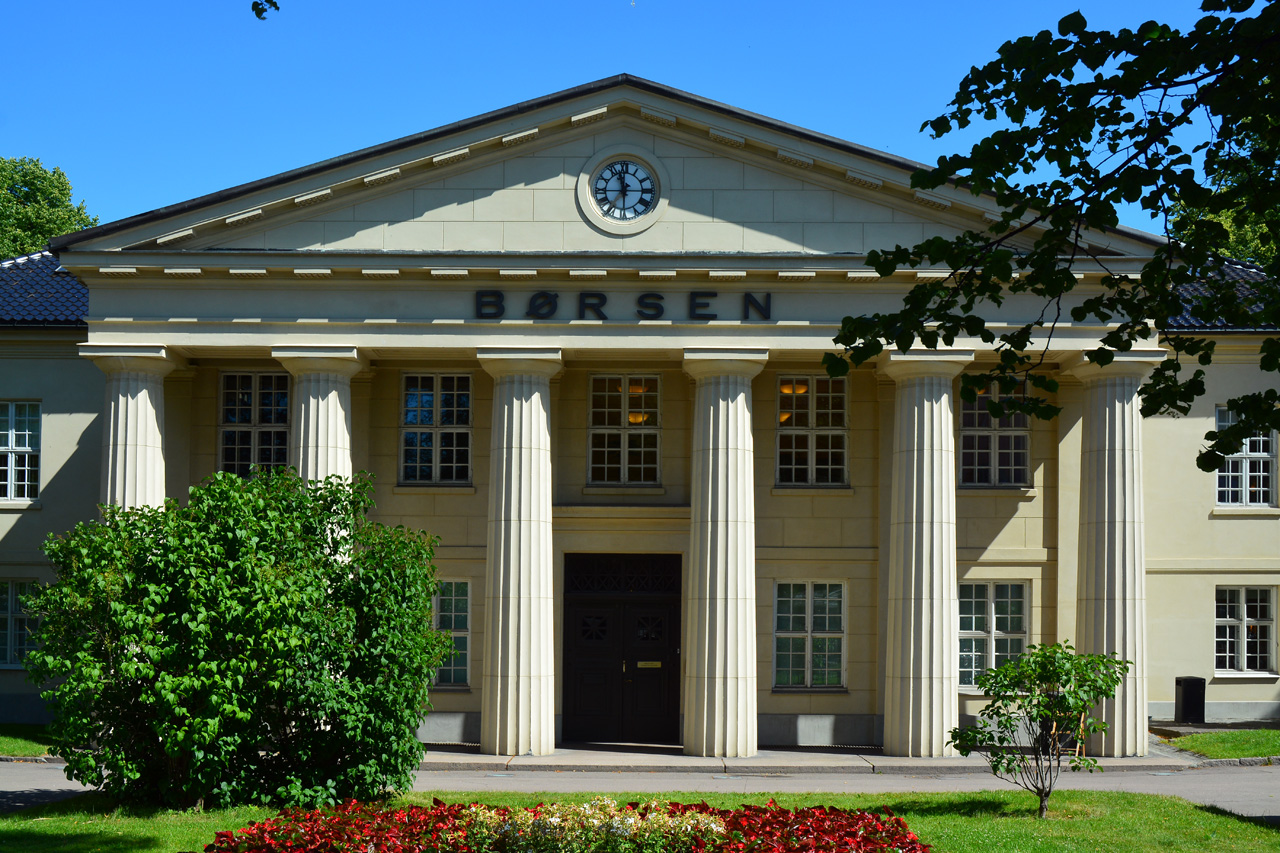
Bolsa de Valores de Oslo
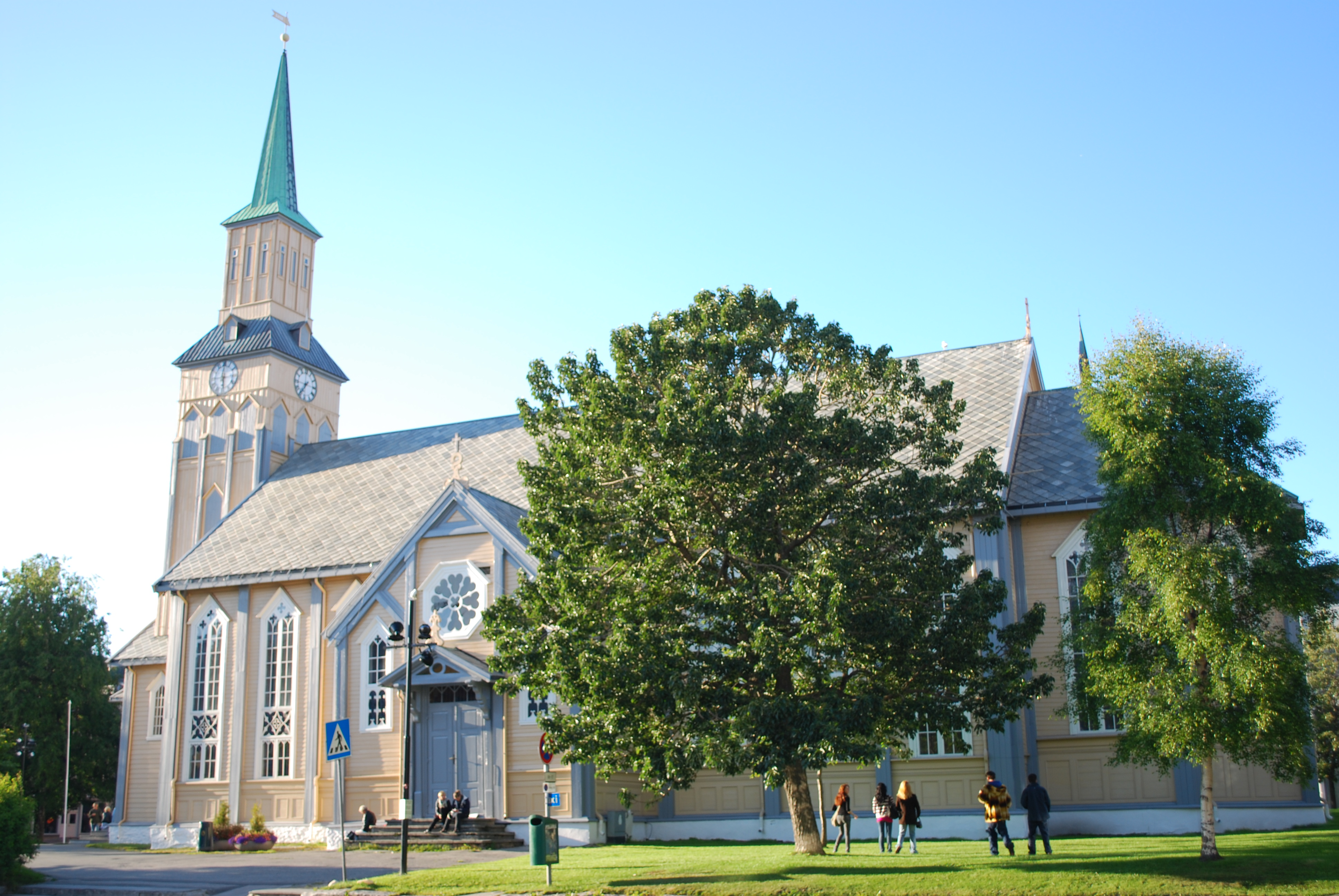
Catedral de Tromsø
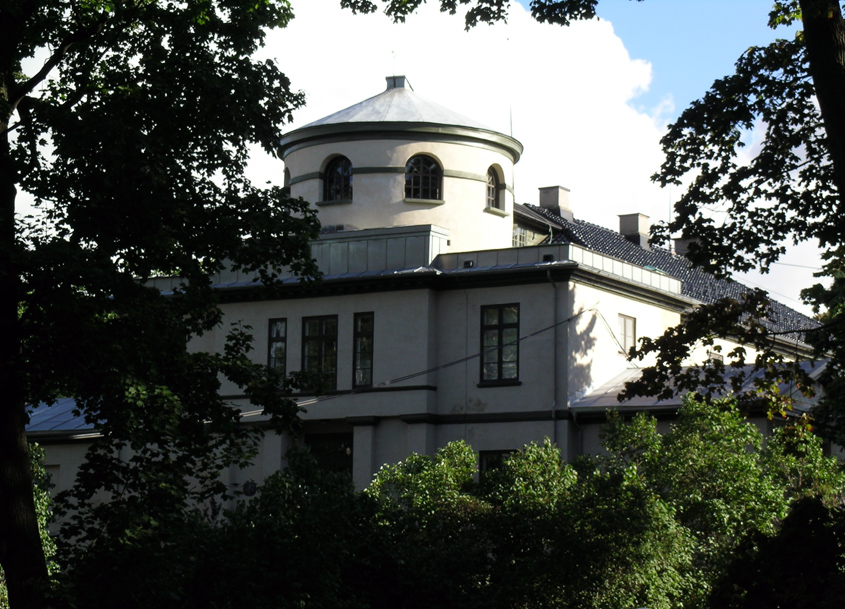
Observatório em Oslo
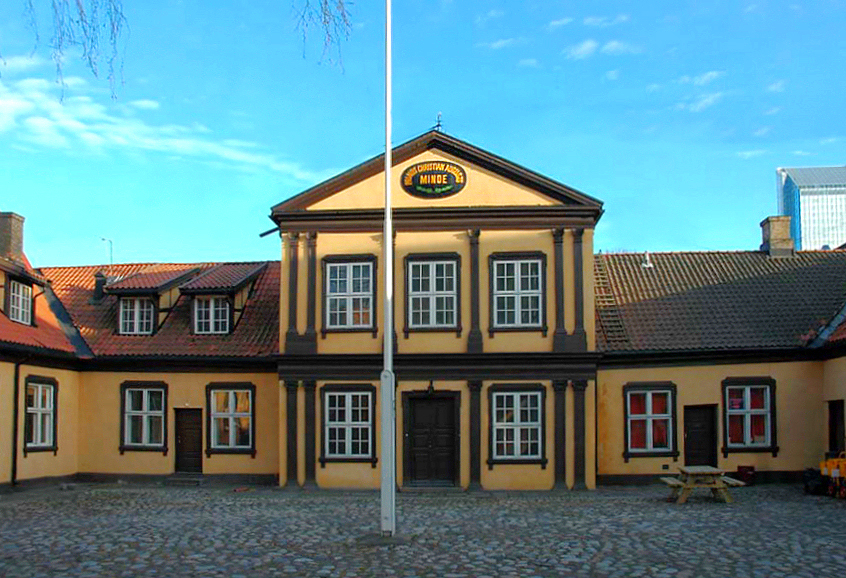
Prinds Christian Augusts Minde

## Outras fontes
- Aslaksby, T. & U. Hamran: Arkitektene CHG e Karl Friedrich Schinkel e seus colegas de serviço em Frederiks Universitet (1986)
- Bugge, A. Arkitekten, stadskonduktør CHG: Hans Slekt, Hans Liv, Hans Verk (1928)
- Seip, E. CHG: Arkitekten somen form to det nye Norge (2001)